# 戦陣訓
戦陣訓（せんじんくん）は、
1. 戦陣での訓戒のこと[1]。日本では室町時代や戦国時代に多く発表され、家訓などともに読まれた[1]。
2. また、特に1941年1月8日に陸軍大臣東條英機が示達した訓令（陸訓一号）を指す。陸訓一号も軍人としてとるべき行動規範を示した文書だが、このなかの「生きて虜囚（りょしゅう）の辱（はずかしめ）を受けず」という一節が有名であり、法規範として軍人・民間人による玉砕や自決の原因となった[2]。

## 前史
戦陣訓とは戦陣(戦場）での訓戒であり、特に室町時代や戦国時代に多く発表され、武士道の歴史においても家訓などともによく読まれた。

### 軍人勅諭と日清・日露戦争
1882年（明治15年)には軍人勅諭が明治天皇より発布された。
日清戦争中に第一軍司令官であった山縣有朋が清国軍の捕虜の扱いの残虐さを問題にし、「捕虜となるくらいなら死ぬべきだ」という趣旨の訓令が「生きて虜囚の辱を受けず」の原型との指摘もある。
日露戦争時に捕虜となった兵士が敵軍に自軍の情報を容易く話したため、これが問題となり、以降「捕虜になっても敵軍の尋問に答える義務はない」ということが徹底されたともいう。また、明治初期以降の欧化主義への反動から明治20年代より国家主義・日本主義が流行していたが、日清・日露戦争の勝利の影響で”皇道的武士道”が登場する。1905年(明治38年)に井上哲次郎は『武士道叢書』を発表、戦国時代の戦陣訓や葉隠の「武士道とは死ぬことと見つけたり」等を収めたうえで、日清日露戦の勝利は日本古来の武士道によるとし、天皇への唯一無二の忠誠を唱え、忠義や滅私奉公、国家のためには死をも厭わぬものとして武士道を解釈した。これはのちに1942年（昭和17年）に『武士道全書』へと継承され、太平洋戦争における「皇道的武士道」へ影響を与えた。
しかし捕虜となった将兵に対しても捕虜となるまでの戦功に応じて適宜勲章を授与しており、無条件に捕虜＝不名誉とされていた訳ではない。
また俘虜の待遇に関する条約（ジュネーヴ条約）を調印しながら批准しなかった理由のひとつとして、軍部による「日本軍は決して降伏などしないのでこの条約は片務的なものとなる」と反発した例（官房機密大一九八四号の三『俘虜の待遇に関する千九百二十七年七月二七日の条約」御批准方奏請に関する件回答』）や、1929年の「万国赤十字会議関係一件」では
とある。
こうしたことから、太平洋戦争における日本兵の降伏拒否や自決は、東条英機の戦陣訓示達以前から発生しており、『戦陣訓』によって日本軍の玉砕や自決が強制されたようになったとは考えにくいとする意見もある。

## 昭和陸軍の戦陣訓

### 目的
日中戦争での軍紀紊乱への対策として教育総監部が軍人勅諭を補足するものとして作成をはじめた。岩畔豪雄が発案したといわれる。岩畔は中国戦線での略奪強姦や一般民の虐殺などが横行する状況を憂い、軍紀紊乱対策として「盗むな」「殺すな」「犯すな」を平易な言葉で表現したものとして提案したが、完成された戦陣訓は古典的な精神主義を前面に出したもので当初の岩畔の意図とは異なるものとなった。
この戦陣訓の起案を行った教育総監部の今村均本部長も、自分自身が翌年に中国での戦線に出てからこの戦陣訓はあまりに文を並べすぎて長文のために、その目的が達せられていないと後悔したという。
今村は、むしろ簡潔に「抗戦する敵は撃破するが、降伏してきた者はいつくしみ、無辜の住民を愛護し、略奪強姦のごとき、不法な行為を行わないことが軍人軍隊の最大最高の義務であり、責任である」「国際法による陸戦法規の遵守は、国家と国軍の威徳を昂揚し、とくに敵兵との投降を誘致し、戦勝に資しえるものである。日清、北清、日露、日独の諸戦役はこれを確証している」、というぐらいに、短くはっきり表明するべきだった、と述懐している。
また、当時この文章の校閲に関わった島崎藤村は、今村との会話のなかで、草案を読んだ感想を「戦陣訓を拝見し、戦地での特性上どうしても心がすさむのでそれをご心配しての訓と推量した」と述べている。
それが示達されたようなものになったのは、あれもこれもと陸軍各方面からの意見を取り入れすぎたと振り返り、それがゆえに重点を失ってしまったものと反省している。

### 発案
陸軍大臣畑俊六が発案し、教育総監部が作成を推進した。当時の教育総監であった山田乙三や、本部長の今村均、教育総監部第1課長鵜沢尚信、教育総監部第1課で道徳教育を担当していた浦辺彰、陸軍中尉白根孝之らを中心として作成された。
国体観・死生観については井上哲次郎・山田孝雄・和辻哲郎・紀平正美らが参画し、文体については島崎藤村・佐藤惣之助・土井晩翠、小林一郎らが校閲に参画した。島崎藤村は昭和15年（1940年）春に湯河原の伊藤屋旅館で「戦陣訓」を校閲した。
東条英機陸軍大臣が戦陣訓を主導したという通説があるが、岩畔豪雄によれば戦陣訓は前任の板垣征四郎陸相、阿南惟幾陸軍次官の時にすでに作成が開始されており、起草作業が長引き、東条が大臣の時に完成した。

### 示達
陸軍省が制定し、1941年（昭和16年）1月7日に上奏、翌8日の陸軍始の観兵式において陸訓第一号として全軍に示達した。同日に新聞などのメディアはこれを大きく報じた。読売新聞は「昭和の軍人魂昂揚『戦陣訓』を制定す―けふ全将兵に配布―」と題する記事で「世界動乱に対応し最精強の皇軍錬成を目ざす陸軍では皇軍兵士が座右において実践服行するいはゆる昭和武人鑑ともいふべき「戦陣訓」を新たに制定、七日午後上奏御裁可を経たので八日の陸軍始観兵式の佳日を下し東條陸相の名において全軍に示達、各兵士に一葉宛を配布(後略)」と報道し、『戦陣訓』の全文も掲載した。また、15日付けの週報（内閣情報局編集）では、「国民の心とすべき」と民間人にも実践を求めている。
軍人への浸透のため、陸軍省は『軍隊手牒』と同サイズの『戦陣訓』を作製した。翌1942年の版からは軍隊手牒に印刷することとした。また別に『戦陣訓解釈』(1942年)も発行している。
当時は軍人や官僚が書籍を出版し印税という形式で賄賂を送り（あるいは媚びを売り）、他の出版物の出版許可を得る風潮があったが、『戦陣訓』の印税受領は不明である。

### 構成
「戦陣訓」は「序」と「本訓」「結」から成っており、「本訓」はさらに「其の一」から「其の三」までに分かれている。
- 序
- 本訓（其の一）
  - 第一「皇国」
  - 第二「皇軍」
  - 第三「皇紀」
  - 第四「団結」
  - 第五「協同」
  - 第六「攻撃精神」
  - 第七「必勝の精神」
- 本訓（其の二）
  - 第一「敬神」
  - 第二「孝道」
  - 第三「敬礼挙措」
  - 第四「戦友道」
  - 第五「率先躬行」
  - 第六「責任」
  - 第七「生死観」
  - 第八「名を惜しむ」
  - 第九「質実剛健」
  - 第十「清廉潔白」
- 本訓（其の三） 
  - 第一「戦陣の戒」
  - 第二「戦陣の嗜」
- 結

### 流布と影響
軍隊内部では、奉読が習慣になっていたといわれ、野砲兵第22連隊では起床後の奉読が習慣になっていた。同様の体験談がある一方で、軍人勅諭は新兵に対し丸暗記を強制させるほど重要性が高い物であったが、戦陣訓にはその様な強制が行われなかったという指摘もある。司馬遼太郎は関東軍で教育を受け、現役兵のみの連隊（久留米の戦車第1連隊）に属してほんの一時期初年兵教育もさせられたが、戦陣訓が教材に使われている現場を見たことがない、幹部候補生試験などでも軍人勅諭の暗記はテストの対象になるが戦陣訓はそういう材料になっていなかったように思える、と書いている。
一般国民に対しては用紙統制が行われているなか、1941年だけでも少なくとも『戦陣訓述義』『戦陣訓話』など12種の解説書、『たましひをきたへる少国民の戦陣訓』『少年愛国戦陣訓物語』など5種の教材が出版許可を受けて出版されており、以後も敗戦まで種々のものが出た。このほかに「戦陣訓カルタ」なども作られた。また、学校での教育にとりいれられ、暗記が推奨された。そのため、現在でも「暗誦できる」人もいる。大阪府の枚方遊園では「戦陣訓の人形芸術化」として菊人形の展示も行われた。
戦陣訓は歌謡化もなされ、ビクター、ポリドール、キングの各社競作で作られ、1941年4月に発売された。
- 『戦陣訓の歌』（ビクターレコード）：梅木三郎作詞・須摩洋朔作曲・徳山璉歌。
- 『戦陣訓の歌』（ポリドールレコード）：藤田まさと作詞・江口夜詩作曲・奥田良三、関種子、ヴォーカルフォア合唱団歌。
- 『戦陣訓の歌』（キングレコード）：吉川英治作詞・永田絃次郎歌。

新聞記者出身の梅木三郎が詞を付け、軍楽隊の須摩洋朔が曲をつけ徳山璉が歌ったビクター盤が一番広く普及し歌われた。1972年、フィリピンルバング島から発見された小野田寛郎元陸軍少尉がは記者会見で、ビクター盤の『戦陣訓の歌』の3番にある「一髪土に残さずも…」を引用して発言した。なお現在でも陸上自衛隊中央音楽隊は行進曲『戦陣訓』を演奏する。
また、戦国時代に「生きて虜囚の辱を受けず」を実践した人物をモデルとした映画法による国策映画『鳥居強右衛門』（日活1942年）で「生きて虜囚の辱を受けず」の一節が台詞として述べられた。

#### 捕虜と「非国民」
太平洋戦争での日本人捕虜第1号となった酒巻和男海軍少尉（海軍兵学校卒）は 1941年12月8日真珠湾攻撃で、特殊潜航艇「甲標的」に艇長として搭乗した。しかし、機器の故障や米軍の攻撃などで座礁した。そこで自爆を試み、海に飛び込んだが、意識を失った状態で米兵に捕らえられたため“生きて虜囚の辱を受けた“ことになった。大本営は傍受したVOAの報道から捕虜第1号の存在を初めて知り、同時に出撃した10名の写真から酒巻だけを削除し、「九軍神」として発表した（大本営発表）。酒巻の家族は人々から「非国民」と非難された。そして、それ以後捕虜になった者たちは親族が「非国民」とされるのを恐れ、偽名を申告し、ジュネーヴ条約に基づいて家族に手紙を出すようなことも控えることが多かった 。結果、その者達は“未帰還”（戦死または作戦行動中行方不明）となった。

#### 軍機漏洩
日本軍は兵士が捕虜になることを想定せず、捕虜となった場合にどうふるまうべきかという教育も一般兵士に施さなかった。真珠湾攻撃の際に捕えられた酒巻は海軍兵学校出の将校であったため機密を漏らすことはなかったが、一般兵士はいったん敵軍に捕えられてしまうとどうふるまうべきかを知らなかった。1942年、アメリカは日系二世兵士を中心とするATIS（連合国軍翻訳通訳部）を組織し、捕虜や日本兵の陣中日記から日本軍の情報を割り出していった。捕虜から情報を引き出すには、手厚い待遇が功を奏したが、同時に「捕虜の本名を日本に伝える、という脅し方」も有効であったという。

#### 玉砕
『戦陣訓』は複数の戦場において、玉砕命令文中に引用された。「玉砕」とは『北斉書』元景安伝の「大丈夫寧可玉砕、何能瓦全」（立派な男子は潔く死ぬべきであり、瓦として無事に生き延びるより砕けても玉のほうがよい）による表現である。第二次世界大戦の中で最初に使われたのは、1943年5月29日のアッツ島の日本軍守備隊約2600名の全滅の発表時であった。1943年5月29日、北海守備隊第二地区隊山崎保代大佐は「非戦闘員たる軍属は各自兵器を採り、陸海軍共一隊を編成、攻撃隊の後方を前進せしむ。共に生きて捕虜の辱めを受けざるよう覚悟せしめたり」と軍属も含めて発令した。アッツ島玉砕を伝えた朝日新聞1943年5月31日朝刊には、「一兵も増援求めず。烈々、戦陣訓を実践」との見出しで報道された。 1944年7月3日にはサイパン島守備隊南雲忠一中将がサイパンの戦いにおいて総切り込みの行動開始時刻決定の際に「サイパン島守備兵に与へる訓示」を発表。「断乎進んで米鬼（べいき）に一撃を加へ、太平洋の防波堤となりてサイパン島に骨を埋めんとす。戦陣訓に曰く『生きて虜囚の辱を受けず』。勇躍全力を尽して従容（しょうよう）として悠久の大義に生きるを悦びとすべし。」この結果、戦死約21,000名、自決約8,000名、捕虜921名となった。そして南雲自身も自決したと伝えられている。沖縄戦では日本軍将兵による沖縄県民への集団自決強制が為され、結果、座間味島では少なくとも島民130人が死に追いやられたとされるがこれについては論争がある（大江健三郎・岩波書店沖縄戦裁判も参照）。

### 解釈と評価
昭和陸軍の戦陣訓への評価は分かれている。一部では、太平洋戦争中で発生したとされる日本軍の所謂バンザイ突撃と玉砕（＝全滅）、民間人の自決を推奨し、降伏を禁止させる原因であると理解される一方、当時の将兵のなかには戦陣訓を批判したり無視しているものもあったといわれる（下記）が、いずれにせよ軍部の暴走と腐敗は時局と戦局を悪化させ、大日本帝国は敗戦により滅亡した。
東條英機と対立していた石原莞爾陸軍中将（『戦陣訓』発令の同年8月東條により罷免され予備役）は、1941年9月には著書『最終戦争論・戦争史大観』で戦陣訓について「蔣介石抵抗の根抵は、一部日本人の非道義に依り支那大衆の敵愾心を煽った点にある。『派遣軍将兵に告ぐ』『戦陣訓』の重大意義もここにありと信ずる。」と述べ、さらに「軍人勅諭を読むだけで充分」と部下には一切読ませなかったという説がある。また、同1941年(昭和16年)に菊池寛は「これは、おそらく軍人に賜りし勅諭の釈義として、またその施行細則として、発表されたものであろう。」と述べている。
戦陣訓はあくまで東條陸軍大臣の訓示であり、法的拘束力が曖昧だったため、海軍はこれを無視していたといわれる。海軍のパイロットであった坂井三郎は戦陣訓は「強制されたものではない」と述べているが、他方で「（支給品である）落下傘をもって行ったけれど、座布団代わりに敷いていただけで、バンドは（各パイロットが自発的に）もって行かなかった」と証言している。
昭和18年、中国戦線において戦陣訓を受け取った伊藤桂一陸軍上等兵（のち戦記作家）によれば、一読したあと「腹が立ったので、これをこなごなに破り、足で踏みつけた。いうも愚かな督戦文書としか受けとれなかったからである。戦陣訓は、きわめて内容空疎、概念的で、しかも悪文である。自分は高みの見物をしていて、戦っている者をより以上戦わせてやろうとする意識だけが根幹にあり、それまで十年、あるいはそれ以上、辛酸と出血を重ねてきた兵隊への正しい評価も同情も片末もない。同情までは不要として、理解がない。それに同項目における大袈裟をきわめた表現は、少し心ある者だったら汗顔するほどである。筆者が戦場で「戦陣訓」を抛(ほお)つたのは、実に激しい羞恥に堪えなかったからである。このようなバカげた小冊子を、得々と兵員に配布する、そうした指導者の命令で戦っているのか、という救いのない暗澹たる心情を覚えたからである。」と述べている。また、「軍人勅諭」は筋が通って名文と評価する一方で、「戦陣訓」は「世界戦史の中でも最悪の文章」と酷評し「『生きて虜囚の辱めは受けず』なんてことは、言われなくても前線の兵士は分かっているんですよね。文章全体に溢れている督戦的な匂いがいやだった」として、東條英機は「戦陣訓」を作った責任があると述べている。しかし、前述のとおり東條は実際には制作に関わっていない。その一方で、「戦陣訓」は東條のときに制定され、東條の名で示達されたため、陸軍においても東條のイメージと密接に結びついているのも事実である。

#### 生きて虜囚の辱を受けず
「生きて虜囚（りょしゅう）の辱（はずかしめ）を受けず、死して罪禍（ざいか）の汚名を残すこと勿（なか）れ」の一節が、戦後に製作された太平洋戦争を題材とした小説や映画・ドラマなどで日本軍の人命軽視の行動（バンザイ突撃）を否定する際に引用されることも多い。ただしこの一文は「本訓 其の二」の「第八 名を惜しむ」の一部を引用したものであり、全文では無い。「生死を超越し一意任務の完遂に邁進すべし」で知られる「第七 生死観」につづくもので、全文は以下の通りである。
戦陣訓は「生きて虜囚（りょしゅう）の辱（はずかしめ）を受けず」という一節以外にも訓が記載されており、「生きて虜囚の辱を受けず」一節のみが主旨であったわけではない。たとえば「本訓　其の三　第一」「戦陣の戒」には次のように記されている 。
- 六 敵産、敵資の保護に留意するを要す。徴発、押収、物資の燼滅等は規定に従ひ、必ず指揮官の命に依るべし。
- 七 皇軍の本義に鑑み、仁恕の心能く無辜の住民を愛護すべし。
- 八 戦陣苟も酒色に心奪はれ、又は慾情に駆られて本心を失ひ、皇軍の威信を損じ、奉公の身を過るが如きことあるべからず。深く戒慎し、断じて武人の清節を汚さざらんことを期すべし。
- 九 怒を抑へ不満を制すべし。「怒は敵と思へ」と古人も教へたり。一瞬の激情悔を後日に残すこと多し。

#### 軍法との関連性
当時の陸海軍の軍法においては、「故ナク職役ヲ離レ又ハ職役ニ就カサル者」「敵ニ奔リタル者」を罰する逃亡罪や、指揮官が部隊を率いて投降することを罰する辱職罪、降伏が上官の命に背く形となる場合には抗命罪の規定が存在した。他方、捕虜となることそのものを禁止したり捕虜となった者を処罰するような条文は存在せず、軍法において捕虜となる権利が否定されることは無かった。事実、当時の大日本帝国憲法下の司法制度においても戦陣訓はあくまでも軍法に反しない解釈が行われなければ違法行為になってしまうため、軍法で認められている捕虜の権利を否定する解釈は違法判断になるはずである。しかし、戦陣訓は勅命と解釈されたため、立法機関によって制定された軍法が上位の存在であることが明白であったにもかかわらず、実質的には戦陣訓が軍法よりも上位であるかのように扱われた。
このため、戦陣訓が一つの行政組織にすぎない陸軍の通達であったにもかかわらず、当時の軍部にはそのような法制度の認識は無かった。結果、捕虜交換などによって捕虜となった者が帰ってきても、軍法会議は一切開かれることは無く、軍の判断によって自決が強要されたり、スパイ容疑をかけられたり、軍規違反を犯したなどの理由によって秘密裏に殺害された捕虜は相当な数に上った。

#### 軍人勅諭との関係
戦陣訓で示された規範は『軍人勅諭』の内容とほぼ同じであるが、国史大辞典(1987年)は「生きて虜囚の辱を受けず」の徳目を例にあげて「（軍人勅諭）を敷衍するための説明であるという態度をとっているが」「新たに強調した徳目も多い」としている。